# Phare d'Isla de Patos
Le phare de Isla de Patos est un phare actif situé sur Isla de Patos, une des Dépendances fédérales (Antilles vénézuéliennes) dans l'État de Delta Amacuro au Venezuela.
Le phare appartient à la marine vénézuélienne et il est géré par l'Oficina Coordinadora de Hidrografía y Navegación (Ochina).

## Histoire
Isla de Patos se trouve dans les Bouches du Dragon, une chenal séparant le golfe de Paria de la mer des Caraïbes. Elle se trouve à 15 km au sud-ouest de l'île Chacachacare (Trinité-et-Tobago) et 10 km à l'est de Macuro (en) (État de Sucre).
Le phare, mis en service en 2012 et remplacement de la première station bâtie en 1972, se trouve à la pointe ouest, sur le point culminant de l'île, marquant le chenal.

## Description
Ce phare est une tour métallique à claire-voie, avec une galerie et balise de 12 m de haut. Le phare est orange avec des bandes blanche horizontales. Il émet, à une hauteur focale de 114 m, un éclat blanc d'une seconde par période de 5 secondes. Sa portée est de 20 milles nautiques (environ 37 km) .
Il porte un radar Racon émettant la lettre P.
Identifiant : ARLHS : VEN-039 - Amirauté : J6517 - NGA : 17200 .

## Caractéristique dufeu maritime
Fréquence : 5 secondes (W)
- Lumière : 1 seconde
- Obscurité : 4 secondes

|                |
| Golfe de Patos |

### Lien connexe
- Liste des phares du Vénézuela